# Después de Lucía
Después de Lucía é um filme de drama mexicano de 2012 dirigido e escrito por Michel Franco. Foi selecionado como representante do México à edição do Oscar 2013, organizada pela Academia de Artes e Ciências Cinematográficas.

## Elenco
- Tessa Ía González Norvind - Alejandra
- Hernán Mendoza - Roberto
- Gonzalo Vega Sisto - José
- Tamara Yazbek Bernal - Tamara
- Paloma Cervantes - Irene
- Juan Carlos Barranco - Manuel
- Francisco Rueda - Javier
- Diego Canales